# Sinotibetana
Sinotibetana là một chi bướm đêm thuộc họ Noctuidae.